# Robert Pohl
Robert Wichard Pohl, född 10 augusti 1884 i Hamburg, död 5 juni 1976 i Göttingen, var en tysk fysiker.
Pohl blev 1918 extraordinarie professor i Göttingen, från 1920 ordinarie professor. Han utförde värdefulla undersökningar rörande röntgenstrålar och fotoelektricitet. Särskild berömmelse vann Pohl genom sina föreläsningar i experimentalfysik, för vilka han utarbetade en originell demonstrationsteknik. En del av sina föreläsningar publicerade Pohl i Einführung in die Elektrizitätslehre (1927) och Einführung in die Mechanik und Akustik (1930).